# Pomnik Mihálya Vörösmartyego w Budapeszcie
Pomnik Mihálya Vörösmartyego w Budapeszcie – siedzący pomnik węgierskiego poety romantycznego i pisarza, Mihálya Vörösmartyego zlokalizowany w centralnej części placu jego imienia w Budapeszcie (dzielnica V – Belváros-Lipótváros na terenie Pesztu).

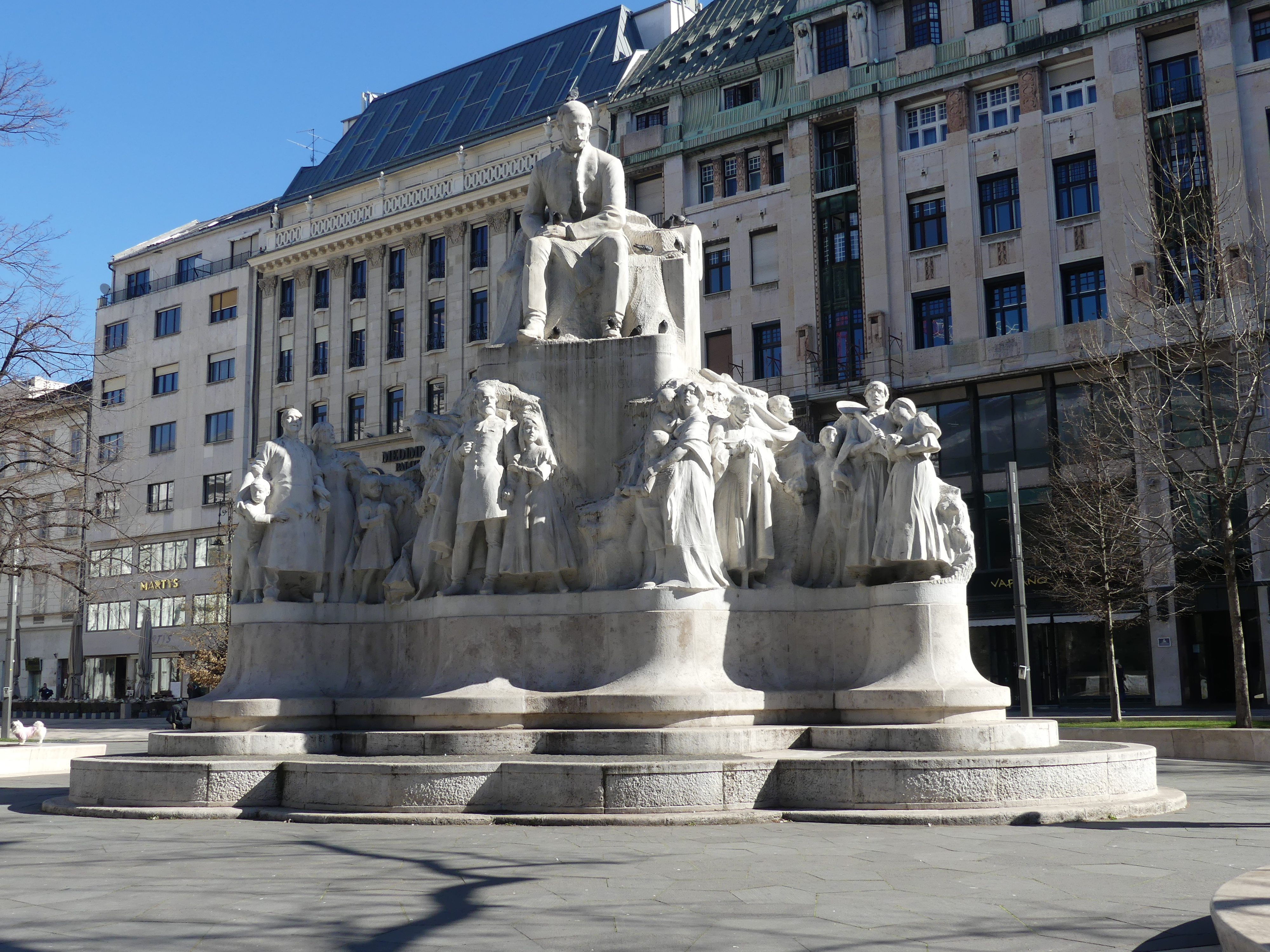
Całość z cokołem

Pomnik autora popularnej pieśni patriotycznej Szózat (pol. Wezwanie) odsłonięto 24 maja 1908, jako drugi w kraju (wcześniej istniał tylko pomnik w Székesfehérvár). Prace nad planowaniem budowy monumentu rozpoczęto w 1896. Zbierano w międzyczasie fundusze i ogłaszano konkursy, w których udział wzięli m.in. Gyula Donáth, József Róna, János Istók oraz György Vastagh Jr. Do realizacji przeznaczono koncepcję Ede Kallósa i współpracowników. Cokół składa się z 23 bloków wapienia z kamieniołomu Harászt koło Süttő i został wykonany przez Gézę Márkusa. Monumentalna grupa marmurowych posągów, o wysokości ponad trzech metrów, została stworzona przez Ede Kallósa ze współpracownikami. Odsłonięcie pomnika było uroczystością wysokiej rangi. Obecni byli m.in. zięć poety, Kálmán Széll, premier Sándor Wekerle i minister spraw wewnętrznych Gyula Andrássy, natomiast rodzinę królewską reprezentowali Franciszek Józef I z żoną, Elżbietą Bawarską. Budowę wspomógł monetą krajcarową żebrak János Liszkay. Aby upamiętnić tę wzruszającą ofiarę moneta została wmurowana w cokół, gdzie tkwi do dziś.
Wydźwięk monumentu jest następujący: cały naród, wszystkie klasy społeczne, gromadzą się razem w kulcie dla wielkiego poety, śpiewając jego najbardziej znany wiersz, czyli Wezwanie. Rodzina robotnicza odkłada narzędzia pracy, przytula syna i zachęca go do nauczenia się tekstu. Młoda dziewczynka podaje girlandę kobiecie stojącej w towarzystwie szlachcica. Postać kobieta w typie Madonny z niemowlęciem na ręce jest uosobieniem miłości matczynej i ojczyźnianej. Stary chłop wsparty na kiju również szepcze słowa utworu. Młody uczeń, umiejący już docenić wartość wiersza, śpiewa go z patetycznym entuzjazmem. Na cokole monumentu wyryty jest napis: Swojej ojczyzny niezłomnie, wierny Madziarze, strzeż.
Zimą pomnik okrywa się foliowym zabezpieczeniem, aby nie popękał, gdyż wykonano go z dość wrażliwego na wahania temperatury marmuru carraryjskiego.